# John Fletcher (ingenjör)
John Fredrik Fletcher, född den 18 september 1903 i Göteborg, död den 19 september 1984 i Karlstad, var en svensk ingenjör och företagsledare. Han var far till Hans Fletcher.
Fletcher avlade studentexamen 1921 och avgångsexamen vid Chalmers tekniska högskola 1924. Efter ett par kortare anställningar arbetade han vid Statens vattenfallsverk 1930–1945 och var samtidigt byråchef och senare avdelningschef vid bränslekommissionen 1940–1945. Fletcher blev överingenjör vid Uddeholmsbolaget kraftverk 1945 och var kraftverksdirektör vid Uddeholmsbolaget 1950–1968. Han publicerade skrifter på kraftekonomins område. Fletcher blev riddare av Vasaorden 1945. Han vilar på Ruds kyrkogård i Karlstad.